# ماهی، سیشل
ماهی (فرانسوی: Mahé‎) دومین جزیره بزرگ کشور سیشل است.
این جزیره که در اقیانوس هند واقع شده‌است دارای ۱۵۷٫۳ کیلومتر مربع مساحت، ۲۶ کیلومتر طول و ۱۷ کیلومتر عرض می‌باشد، جزیره ماهی در سال ۲۰۱۴ میلادی ۷۷٬۰۰۰ نفر جمعیت داشته‌است.

## نگارخانه

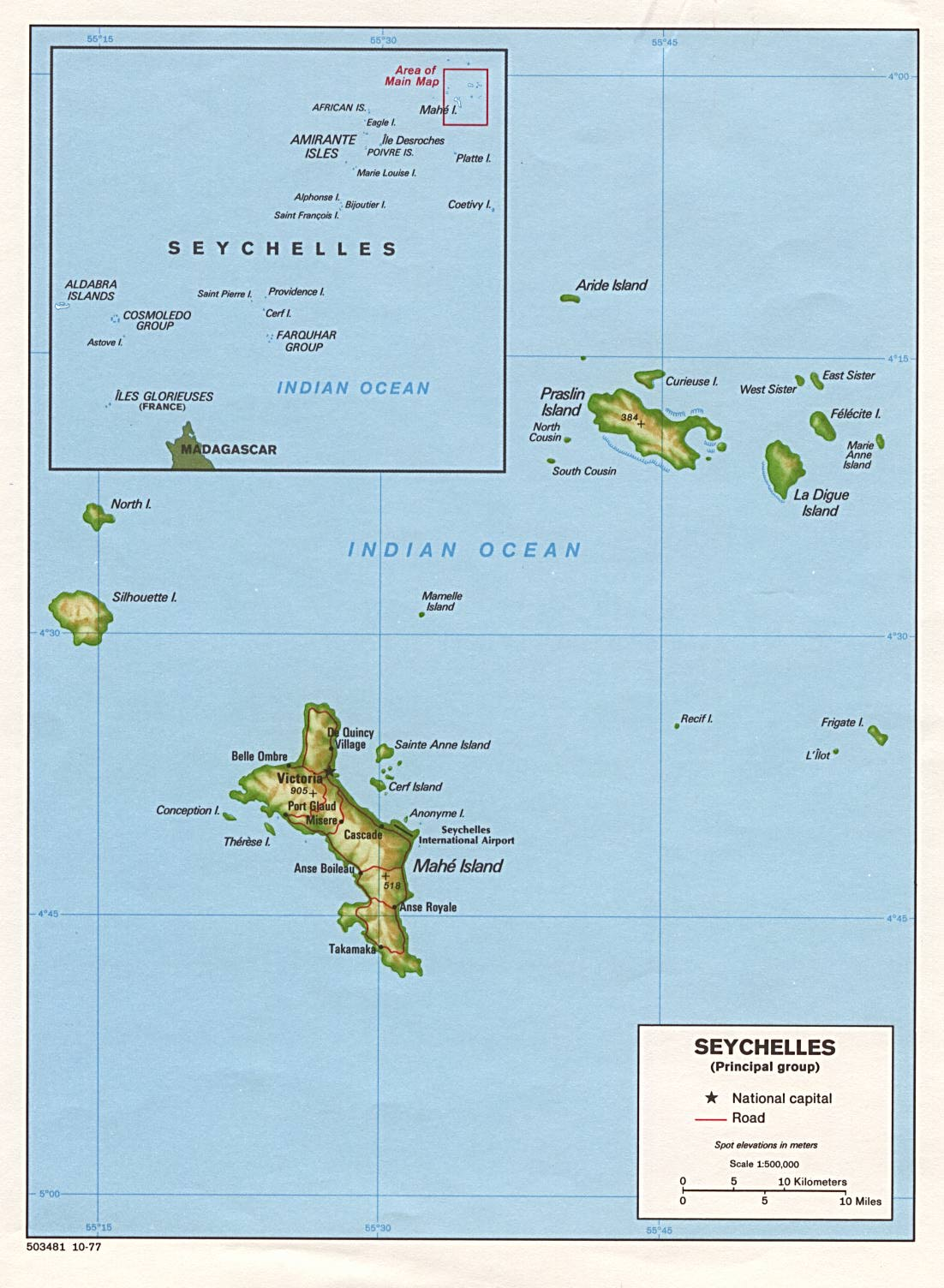
Map 1
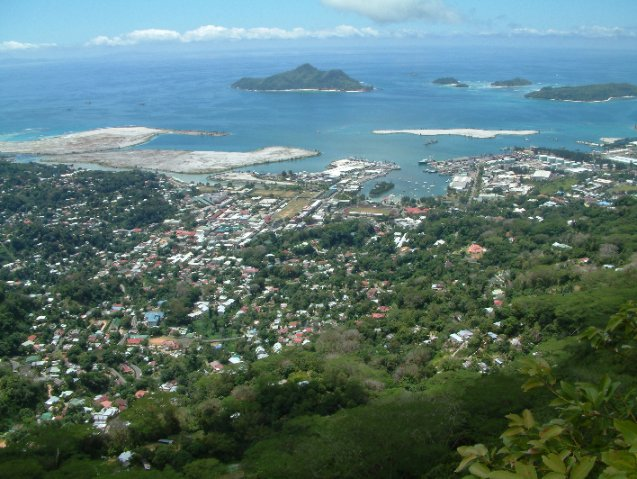
Mahé's capital Victoria
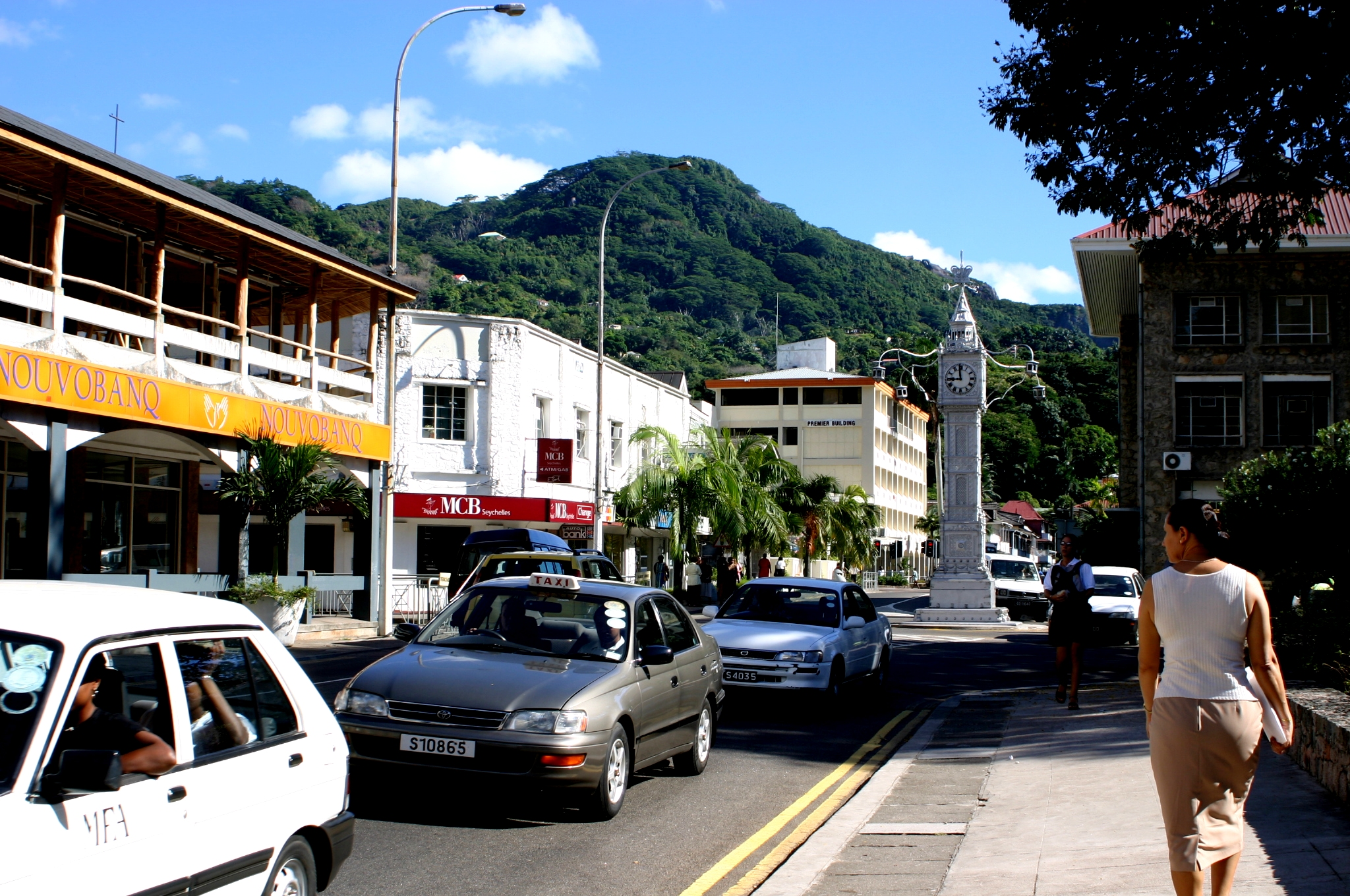
Mahé's capital Victoria
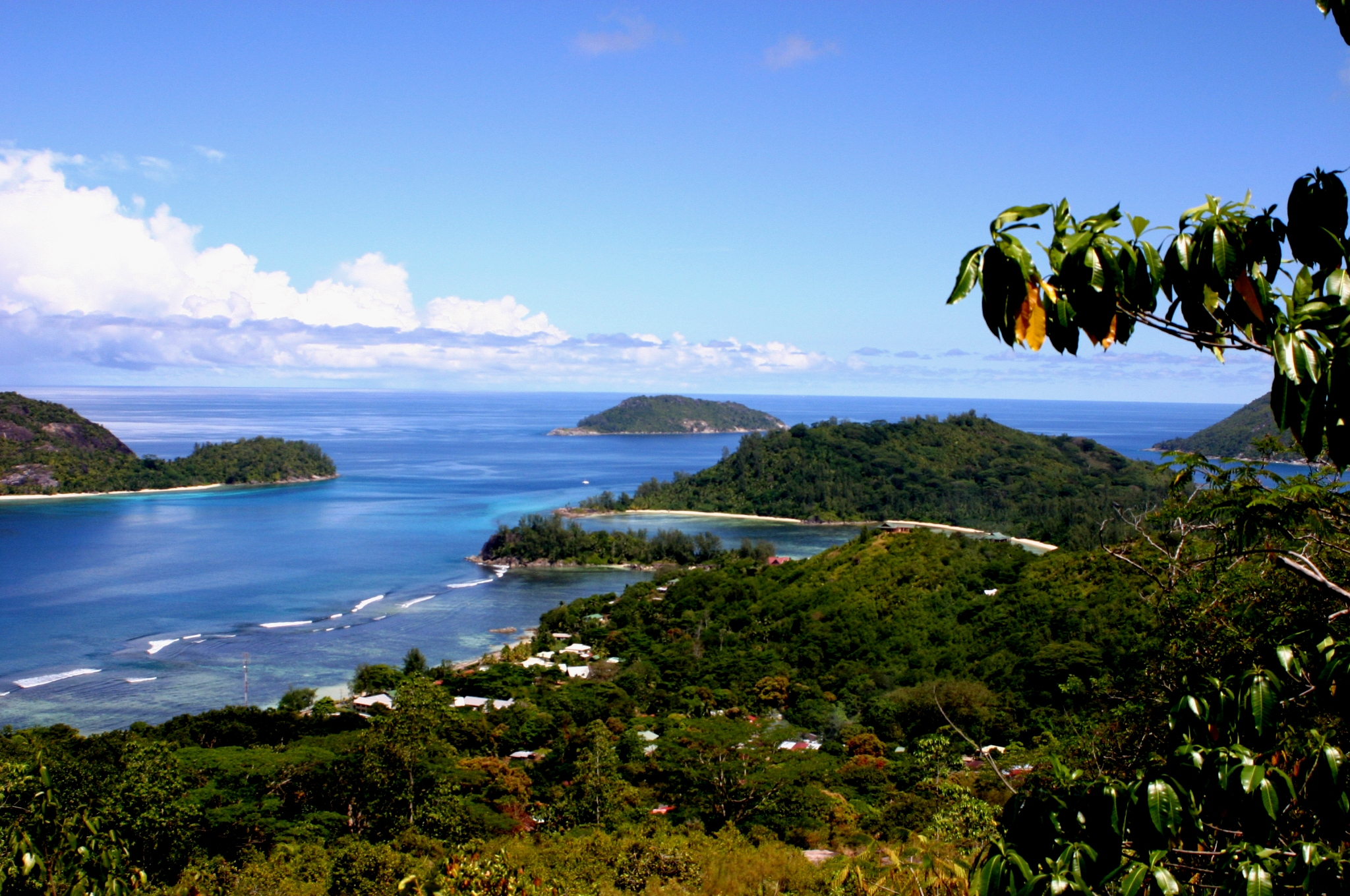
Mahé
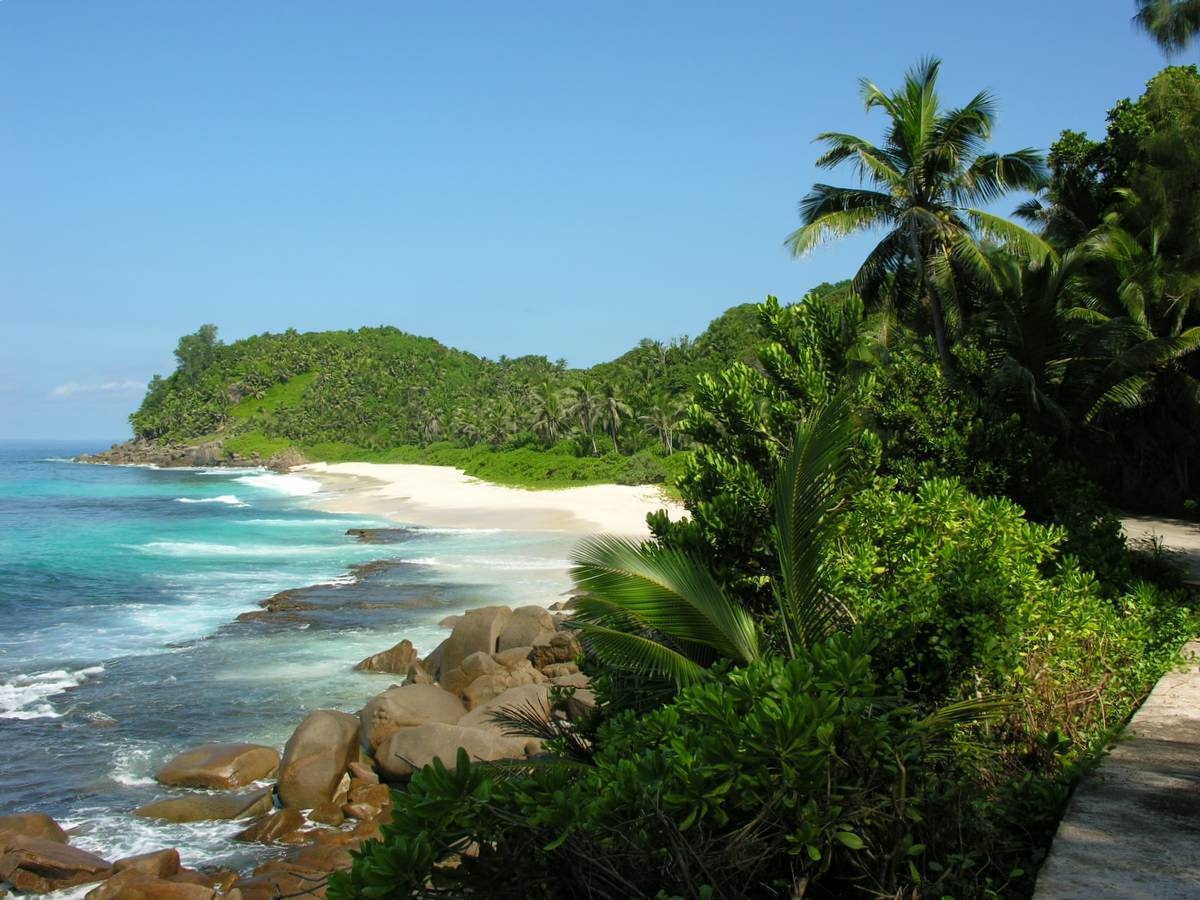
Beach
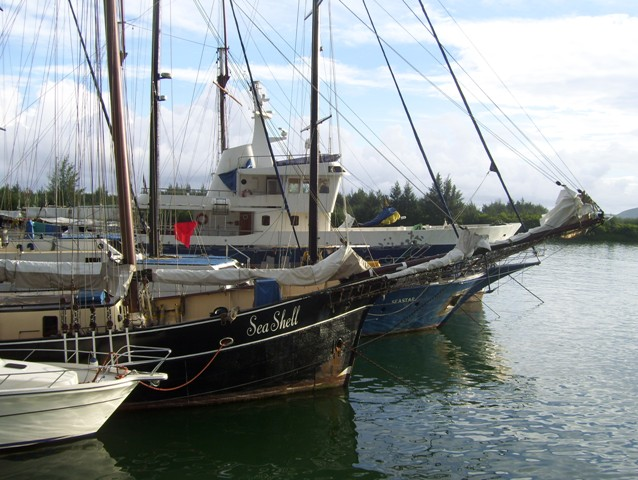
Mahé's Harbour
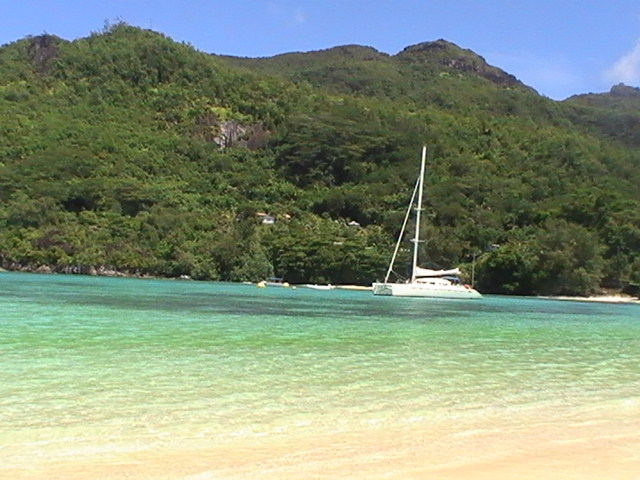
Port Launay Beach, Mahé